# Ambrosini SAI.403
Ambrosini SAI.403 Dardo ("Dart") là một loại máy bay tiêm kích hạng nhẹ của Ý trong Chiến tranh thế giới II.

## Biến thể
SAI.403A
SAI.403B
SAI.403C

## Quốc gia sử dụng
Germany
- Luftwaffe (captured)

 Ý
- Regia Aeronautica

## Tính năng kỹ chiến thuật (prototype)
Đặc điểm tổng quát
- Kíp lái: 1
- Chiều dài: 8.20 m (26 ft 11 in)
- Sải cánh: 9.00 m (32 ft 2 in)
- Chiều cao: 2.9 m (9 ft 6 in)
- Diện tích cánh: 14.5 m2 (156 ft2)
- Trọng lượng rỗng: 1,985 kg (4,376 lb)
- Trọng lượng có tải: 2,643 kg (5,830 lb)
- Powerplant: 1 × Isotta-Fraschini Delta, 750 kW (1000 hp)

Hiệu suất bay
- Vận tốc cực đại: 648 km/h (400 mph)
- Tầm bay: 936 km (584 dặm)
- Trần bay: 10,000 m (32,800 ft)
- Vận tốc lên cao: 15.9 m/s (3,120 ft/phút)

Vũ khí trang bị
- 2× súng máy Breda-SAFAT 12,7 mm
- 2× Pháo MG 151/15 15 mm hoặc 2× Pháo MG 151/20 20 mm